# Hohe Tauern-venster
| Geologie van de Alpen |
| --- |
| Weisshorn |
| Tektonische indeling |
| Molassebekken |
| Helvetische Zone |
| Penninische Dekbladen |
| Austroalpiene Dekbladen |
| Zuidelijke Alpen |
| Geologische structuren |
| Aarmassief · Dent Blanche-nappe · Engadin-venster · Hohe Tauern-venster · Periadriatische lijn · Ivrea-zone · Lepontin dome · Rhône-Simplonlijn · Sesia-zone |
| Paleogeografische gebieden |
| Valais-oceaan |
| Briançonnais microcontinent |
| Piëmont-Liguriëbekken |
| Apulische of Adriatische plaat |
| Portaal Geologie |

Het Hohe Tauern venster is een geologische structuur in de Oostenrijkse Centrale Alpen. Het is een venster (in het Engels window genoemd) in de Austroalpiene nappes waar hoog metamorfe gesteentes dagzomen. De structuur wordt veroorzaakt door een grote koepelvormige antiform in de dekbladen van de Alpen.
De relatief harde gesteentes in het Tauern venster eroderen relatief slecht, zodat het topografisch hoger dan de omringende omgeving ligt. Het bergmassief dat op die manier gevormd is, wordt de Hohe Tauern genoemd. Een paar van Oostenrijks hoogste bergtoppen, zoals de Großglockner (3798 m) en de Großvenediger (3674 m) behoren tot dit massief.